# Marie Eleonore zu Wied
Marie Eleonore zu Wied, genannt Manina zu Wied, vollständiger Name Marie Eleonore Elisabeth Cecilie Mathilde Lucie (* 19. Februar 1909 in Potsdam; † 29. September 1956 in Miercurea Ciuc, Rumänien) war eine deutsche Adlige, Politikwissenschaftlerin und Opfer der Diktatur in der Volksrepublik Rumänien.

## Leben und Werk

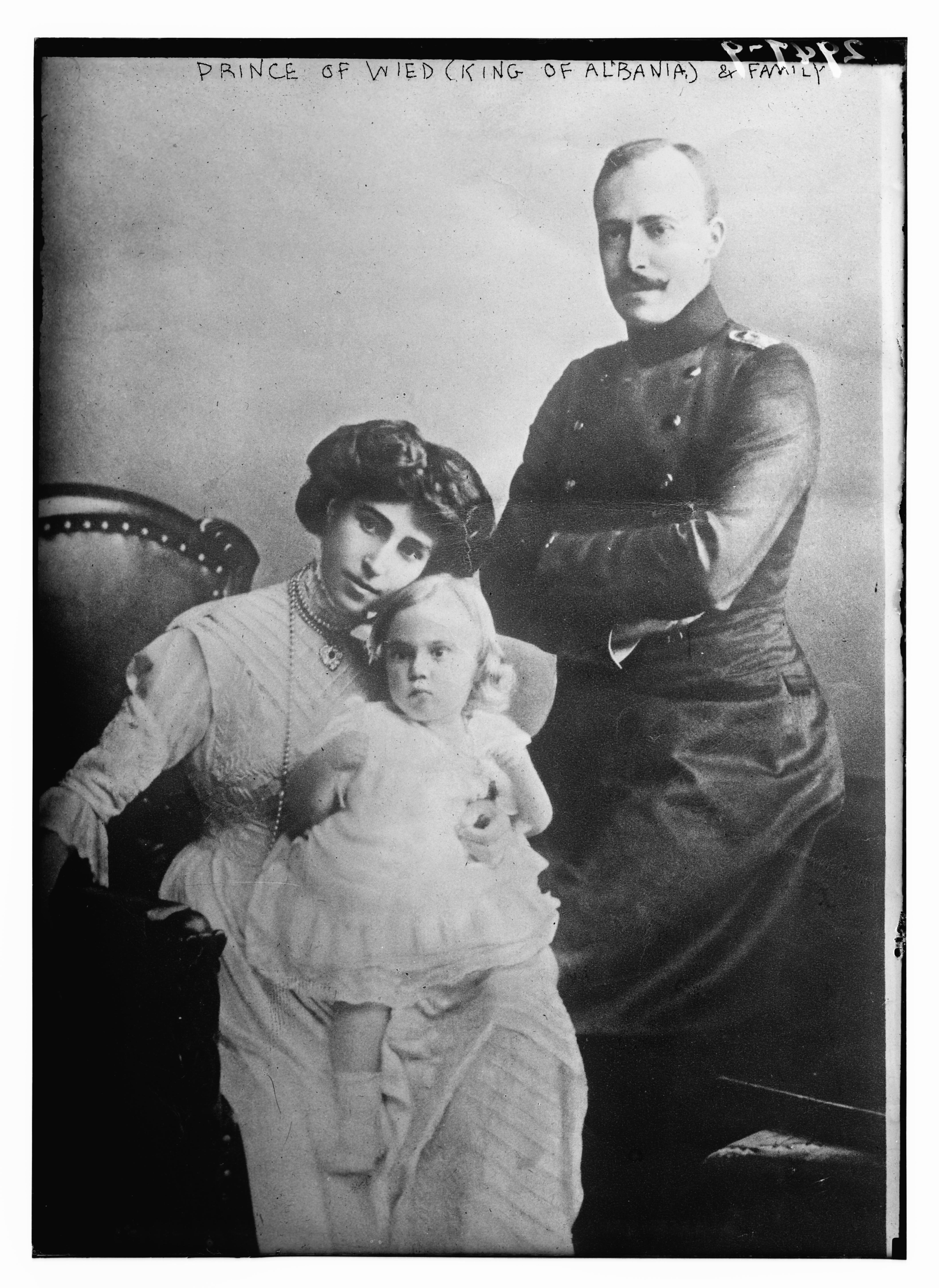
Marie Eleonore mit ihren Eltern als Kleinkind

Marie Eleonore zu Wied wurde in Potsdam als Tochter des Prinzen Wilhelm zu Wied und dessen Ehefrau Prinzessin Sophie von Schönburg-Waldenburg geboren. Ihr Vater war zu dieser Zeit Offizier in einem preußischen Regiment und ihre Mutter führte in Potsdam einen Salon, der ein Mittelpunkt des gesellschaftlichen und kulturellen Lebens war. 1913 wurde ihr Bruder Prinz Karl Viktor zu Wied, der spätere Erbprinz von Albanien, geboren.
Im Oktober 1913 wurde ihrem Vater angeboten, Fürst des neuen Fürstentums Albanien zu werden. So zog sie im März 1914 mit ihrer Familie in die neue Hauptstadt Durazzo. Ihr Vater konnte sich aber nach Ausbruch des Ersten Weltkriegs nicht mehr als Fürst halten, und sie verließen Albanien am 3. September 1914 wieder.
Marie Eleonore, die von ihrer Familie und von Freunden Manina genannt wurde, verbrachte ihre Kindheit und Jugend auf dem väterlichen Stammhaus am Rhein und dem Besitz mütterlicherseits in Sachsen und Rumänien. Aufenthalte im Schloss Monrepos bei Neuwied bezeichnete sie später als schönste Zeiten in ihrer Jugend. Manina war ein auffallend ernstes Kind und war eine große Natur- und Tierfreundin; auch ein schwerer Unfall mit Pferden 1921 änderte daran nichts. Später entwickelte sich daraus ihr Interesse an Naturwissenschaften.
Ihre Schulbildung erhielt sie in einem Münchner Mädchengymnasium, danach studierte sie gegen den Willen ihrer Mutter Agrarwissenschaften an der Universität Hohenheim. Nach ungefähr einem Jahr brach sie dieses Studium ab, um an der Universität zu Berlin und an der Rheinischen Friedrich-Wilhelms-Universität Bonn Volkswirtschaft und Politikwissenschaften zu studieren. 1932 erhielt sie wegen ihrer „vorzüglichen“ Leistungen ein Stipendium für einen einjährigen Auslandsaufenthalt am Oberlin College im US-amerikanischen Ohio. Die während ausgedehnter Fahrten durch das Land und durch die persönlichen Kontakte entstandenen Eindrücke waren für sie eine wertvolle Bereicherung. Sie besorgte 1934 für Joachim von Elbe von Bekannten in Amerika Empfehlungen, welche diesem nach seiner Flucht aus Deutschland während der Zeit des Nationalsozialismus die Einreise erleichterten. 1935 bestand sie ihr Diplomexamen, und sie wurde am 13. November 1937 mit dem Prädikat „magna cum laude“ zum Doktor der Rechts- und Staatswissenschaften promoviert. Das Thema ihrer Dissertationsschrift war Das Auslandskapital in Südamerika. Ein Sonderfall der Entstehung von kapitalistischen Krisen und den Möglichkeiten und Versuche einer ausgleichenden Wirtschaftspolitik.
Am 20. November 1937 heiratete sie den 32-jährigen Alfred Prinz von Schönburg-Waldenburg, der aus demselben Adelshaus stammte wie ihre Mutter. Sie wohnten danach in Droyßig. Ihr Mann nahm als Offizier der Wehrmacht am Zweiten Weltkrieg teil und starb 1941 im Reservelazarett von Zeitz an einer während seines Wehrdiensts zugezogenen Krankheit. Manina von Schönburg-Waldenburg zog zu ihrem Vater ins Schloss Fontaneli in Rumänien. Dort war ihre Mutter schon 1936 verstorben. Sie verließ Deutschland auch, weil sie den Nationalsozialismus ablehnte.
Nachdem Großrumänien 1941 auf Seiten der Achsenmächte am Zweiten Weltkrieg teilgenommen hatte, arbeitete sie als Rot-Kreuz-Schwester in Lazaretten in Bacău und Dnepropetrowsk. Unterbrochen wurde ihre Tätigkeit durch einen physischen und psychischen Zusammenbruch, den sie durch die harte Arbeit erlitten hatte. Als die Rote Armee Rumänien erreichte, war sie im Schloss bei ihrem Vater nur 100 Kilometer hinter der Front. Nachdem Rumänien die Front gewechselt hatte, gelang es ihr, gemeinsam mit dem Vater kurz vor einer drohenden Verhaftung durch das sowjetische Militär zu König Michael I. nach Sinaia zu flüchten. Dieser gab ihnen aus seinem Besitz eine Wohnung bei Predeal. Dort starb ihr Vater, den sie die letzten Monate gepflegt hatte, im April 1945.
Danach zog sie nach Bukarest; eine Ausreise aus Rumänien war in der Nachkriegszeit unmöglich. Auch als „Verwandte des Königs“ war es schwierig zu existieren. Nachdem König Michael I. 1947 abgedankt hatte und ins Exil gegangen war, verschärften sich ihre Existenzprobleme. Sie arbeitete beim Presse- und Informationsdienst der britischen Gesandtschaft in der Hoffnung, mit deren Hilfe ausreisen zu können. Diese erfüllte sich allerdings nicht, und sie war gezwungen, in Bukarest zu bleiben. Am 5. Februar 1948 heiratete sie Ion Bunea, rumänischer Kaufmann und ehemaliger Präsident der Handelskammer von Galatz. Einer der Heiratsgründe war mit Sicherheit, dass sie annahm, mit einem bürgerlichen Namen weniger Unannehmlichkeiten durch Behörden ausgesetzt zu sein. Gemeinsam mit ihrem Mann plante sie kurz nach der Hochzeit, in einer Gruppe das Land illegal zu verlassen. Manina Bunea verkaufte ihren Schmuck zur Bezahlung der Flugreise. Sie wurden verraten und alle Beteiligten wurden verhaftet. Im Februar 1950 wurde sie nach einem Prozess wegen „Spionage und Sabotage zugunsten der Westmächte“ zu 15 Jahren Zwangsarbeit verurteilt. Auch ihr Mann verbrachte fünf Jahre in einem Zwangsarbeitslager.
Sie wurde in ein Frauengefängnis für politische Gefangene in den Karpaten verbracht, wo sie, wie auch während ihrer weiteren Haftzeit, wegen ihrer Verwandtschaft zum ehemaligen rumänischen König besonders harte Haftbedingungen ertragen musste. Später kam sie in ein strengeres Internierungslager in Miercurea Ciuc. Dort erkrankte sie Anfang 1956 an Lungentuberkulose. Dadurch geschwächt, starb sie am 29. September 1956 nach einer Darmoperation. Beerdigt wurde sie von Mitgefangenen auf dem Gefängnisgelände. Ihre Familienmitglieder in Neuwied wurden erst 1957 von ihrem Tod in Kenntnis gesetzt.

## Erinnerungen
Joachim von Elbe schrieb in seiner Biografie Unter Preußenadler und Sternenbanner – ein Leben für Deutschland und Amerika über Manina zu Wied, sie habe Interesse an Menschen und deren Charakteren und Schicksalen, was verbunden sei mit Liebenswürdigkeit und Feingefühl sowie einer ausgesuchten Höflichkeit und Rücksichtnahme.
Eine deutsche Nonne, die mit ihr inhaftiert gewesen war, schrieb 1960 in der Zeitschrift Erbe und Auftrag über sie, dass ihr Wesen „mitten hinein in unsere Gesellschaft leuchtete, gerecht, aufrichtig, und auf den wesentlichen Menschen bedacht, von einer besonders großen Zartheit und Güte den Leidenden gegenüber“. Sie habe in jedem ohne Unterschied den Menschen gesehen und „in leidenschaftlicher Liebe an der Wahrheit und Wahrhaftigkeit festhaltend, hat sie in all den Jahren niemals ein abfälliges oder liebloses Urteil gefällt“. Es werde allen ein Vorbild bleiben, wie Manina von Wied es schaffte, jedem Gespräch auszuweichen, wenn dort über vermeintliche oder echte Fehler von Dritten geredet wurde. Sie habe trotz ihrer schwachen Gesundheit alles auf sich genommen und sich auch nie vor schwerer oder schmutziger Arbeit gescheut. Anderen habe sie geholfen – nur sich selbst nie helfen lassen.

## Schriften
- Das Auslandskapital in Südamerika. Waldenburg/Sachsen 1937 (gleichzeitig Dissertation an der Universität zu Berlin)